# Shawn Ray (Basketballspieler)
Shawn Levert Ray (* 26. Januar 1980) ist ein US-amerikanischer Basketballspieler.

## Werdegang
In seinem Heimatland war Ray von 2000 bis 2003 Basketballspieler und Student an der North Carolina Central University. In diesem Zeitraum erzielte er in der NCAA durchschnittlich 16,7 Punkte je Begegnung.
Seine Laufbahn als Berufsbasketballspieler begann in Österreich bei den Oberwaltersdorf Comets. Im Laufe des Spieljahres 2004/05 schloss sich der 1,96 Meter große Flügelspieler den Oberwart Gunners an und wurde mit der Mannschaft 2005 österreichischer Pokalsieger.
Zwischen 2005 und 2007 stand Ray bei den Kapfenberg Bulls unter Vertrag. Er wurde als bester Spieler des Endturniers des Pokalbewerbs 2007 ausgezeichnet, als er mit Kapfenberg den Titel gewann.
Ray war im Zeitraum 2008 bis 2011 Spieler des BSC Raiffeisen Fürstenfeld. Auch mit diesem Verein gewann er den österreichischen Pokalbewerb. Das war im Jahr 2009, Ray wurde zum zweiten Mal in seiner Laufbahn als bester Spieler des Endturniers geehrt. Im Spieljahr 2011/12 spielte er für Vereine auf Zypern (Etha Engomis Nikosia) und in Israel (Hapoel Lev Hasharon).
2012/13 verstärkte der US-Amerikaner den BC Zepter Vienna, wurde mit den Wienern österreichischer Meister und erhielt die Auszeichnung als bester Spieler der Finalrunde. Von 2013 bis 2016 stand er wieder in Diensten Kapfenbergs und 2014 wurde erneut Pokalsieger. Wie bei seiner ersten Anstellung in Kapfenberg nahm Ray mit der Mannschaft erneut an einem Europapokal teil, diesmal am FIBA Europe Cup. Im Mai 2015 wurde über Ray wegen einer Tätlichkeit gegenüber einem Ordner eine bedingte Sperre in der Dauer von sechs Wettspielen verhängt, die Probezeit betrug zwei Jahre.
Während des Spieljahres 2016/17 kam er auf 14 Einsätze für den BC Hallmann Vienna, Anfang Oktober 2017 wurde Ray von Arkadia Traiskirchen in die Mannschaft aufgenommen. Er blieb bis 2021 bei dem Verein. Im Sommer 2021 wechselte er im Alter von 41 Jahren zum Zweitligisten Wörthersee Piraten. Mit durchschnittlich 25 Punkten je Begegnung führte er im Spieljahr 2022/23 die Korbjägerliste der 2. Bundesliga an und wurde mit 43 Jahren als bester Spieler der Saison ausgezeichnet. Auch in der Saison 2023/24 war Ray bester Korbschütze der 2. Bundesliga, er kam auf einen Mittelwert von 23,8 Punkten je Begegnung. In der Saison 2024/25 wurde er mit den Piraten erstmals Zweitligameister.